# دانشگاه پیام نور مرکز کازرون
دانشگاه پیام نور مرکز کازرون از مراکز دانشگاه پیام نور است. دو واحد دانشگاه پیام نور (واحدهای خشت و نودان از توابع شهرستان کازرون) زیر نظر این دانشگاه هستند. این دانشگاه در نزدیکی دانشگاه آزاد اسلامی واحد کازرون و پردیس دانشگاه سلمان فارسی کازرون واقع شده‌است.

## تأسیس
این مرکز در سال ۱۳۷۹ فعالیت خود را آغاز کرد.

## رشته ها
هم اکنون ۳۶۰۰ دانشجو در ۲۲ رشته در دانشگاه پیام نور کازرون تحصیل می‌کنند.